# Chaetoria micronyx
Chaetoria micronyx är en tvåvingeart som beskrevs av Louis-Paul Mesnil 1971. Chaetoria micronyx ingår i släktet Chaetoria och familjen parasitflugor. Inga underarter finns listade i Catalogue of Life.